# Albert Vater
Albert Vater (* 17. März 1859 in Soldin/Neumark; † 7. Februar 1923 in Magdeburg) war sozialdemokratischer Politiker und Mitbegründer der KPD in Magdeburg.

## Leben
Der gelernte Nagelschmied Vater zog 1885 nach Magdeburg und arbeitete als Schmied in der Firma Otto Gruson. Er war Mitglied im Deutschen Metallarbeiterverband und engagierte sich in der sozialdemokratischen Bewegung, wobei er zum linken Flügel zu zählen war. 1898 organisierte er eine verbotene Feier zum 1. Mai. 1900 war er einer der Mitbegründer des Sozialdemokratischen Vereins in Magdeburg. Von 1904 bis 1906 hatte er den Vorsitz inne. Er gehörte zu den Mitbegründern des Bezirksverbandes. Um den Boykott der meisten Lokalbesitzer gegen sozialdemokratische Versammlungen zu unterlaufen, übernahm er eine eigene Gaststätte. Von 1908 bis 1910 saß er für die SPD in der Magdeburger Stadtverordnetenversammlung. Im April 1917, er gehörte zu den Gegnern der Kriegskreditbewilligung, war er Mitbegründer der USPD in Magdeburg und übernahm den Vorsitz. Vom Arbeiter- und Soldatenrat Magdeburgs wurde er 1918 zum Beigeordneten des Polizeipräsidenten bestimmt. Im Februar 1919 wurde in Magdeburg die Ortsgruppe der KPD gegründet. Auch hier gehörte Vater zu den Gründungsmitgliedern und wurde zunächst Sekretär der Ortsgruppe, später Bezirksleiter. 1921 wurde Vater wegen der Geiselnahme am Reichsjustizminister Otto Landsberg im April 1919 des Hochverrats angeklagt. In der Haft tötete er sich.
In einer leicht anderen Version der Biographie von Albert Vater wird behauptet, er sei bis April 1919 Polizeipräsident von Magdeburg gewesen. 1921 verhaftet, wurde er in einem Prozess wegen der Bildung bewaffneter Banden freigesprochen. Aufgrund gesundheitlicher und wirtschaftlicher Nöte habe er sich in der Nacht vom 7. auf den 8. Februar 1923 im Bahnhof von Halle erschossen.
Seine Tochter Clara Vater war die Lebensgefährtin des deutschen kommunistischen Politikers August Creutzburg.

Auf einem Plakat der DNVP zur Reichstagswahl vom 7. Dezember 1924 wird Vater als Beleg für die Richtigkeit der Dolchstoßlegende zitiert: 

„Wir haben unsere Leute, die an die Front gingen, zur Fahnenflucht veranlasst. Die Fahnenflüchtigen haben wir organisiert, mit falschen Papieren ausgestattet, mit Geld und unterschriftslosen Flugblättern versehen. Wir haben diese Leute nach allen Himmelsrichtungen, hauptsächlich wieder an die Front geschickt, damit sie die Frontsoldaten bearbeiten und die Front zermürben sollten. Diese haben die Soldaten bestimmt, überzulaufen, und so hat sich der Verfall allmählich, aber sicher vollzogen.“

 Die Provenienz und Echtheit dieses Zitats sind ungeklärt. Unabhängig davon besteht in der Geschichtswissenschaft Konsens, dass die Dolchstoßlegende nicht den historischen Tatsachen entspricht. Kriegsentscheidend blieb letztlich die militärische und wirtschaftliche Übermacht der Alliierten, insbesondere der USA.

## Ehrung
In Magdeburg ist eine Straße (Albert-Vater-Straße) nach ihm benannt.